# Lumière des jours enfuis
Lumière des jours enfuis est un roman de science-fiction, écrit par Arthur C. Clarke et Stephen Baxter en 2000, sous le titre original The Light of Other Day (ou The Light of Other Days), traduit en français par Guy Abadia.

## Résumé
En 2033, une équipe de chercheurs parvient à transmettre des images par un trou de ver, le nom donné à cette invention sera « Camver ». Le puissant patron de chaîne de télévision Hiram Patterson, qui a financé ces recherches, aidé de ses fils Bobby et David, utilise ce moyen pour capter puis transmettre des images partout dans le monde immédiatement. Ce moyen permet bientôt de visualiser aussi le passé, et se développe au point que tout le monde peut observer n'importe quel évènement passé ou présent. Le récit examine notamment les implications philosophiques qui découlent du fait que la population mondiale (dans le roman, en train de souffrir de plus en plus de perturbations écologiques et politiques) se retrouve dans un état effectif de disparition des concepts de vie privée et de secret.
La journaliste Kate Manzoni, célèbre pour avoir découvert et publié peu avant qu'un astéroïde géant baptisé Absinthe fonce sur la Terre et qui détruira toute vie sur la terre cinq cents ans plus tard, cherche à en savoir plus sur les mystères de ce milliardaire et peut être le moyen de pouvoir sauver le futur.